# Anna Mazzamauro
Anna Mazzamauro, née le 1er décembre 1938 à Rome (Italie), est une actrice italienne, également auteure et chanteuse.

## Biographie
Anna Mazzamauro est connue du grand public pour avoir joué le personnage de signorina Silvani (it) (mademoiselle Silvani), l'employée vamp de la série de films à succès sur le comptable Ugo Fantozzi.
Mazzamauro n'est pas seulement une actrice comique, mais pendant sa carrière elle s'est aussi distinguée par de nombreux rôles dramatiques.
En 1999, elle a co-animé avec Enrico Papi l'émission de divertissement Chéri Chéries diffusée sur Canale 5.

## Filmographie

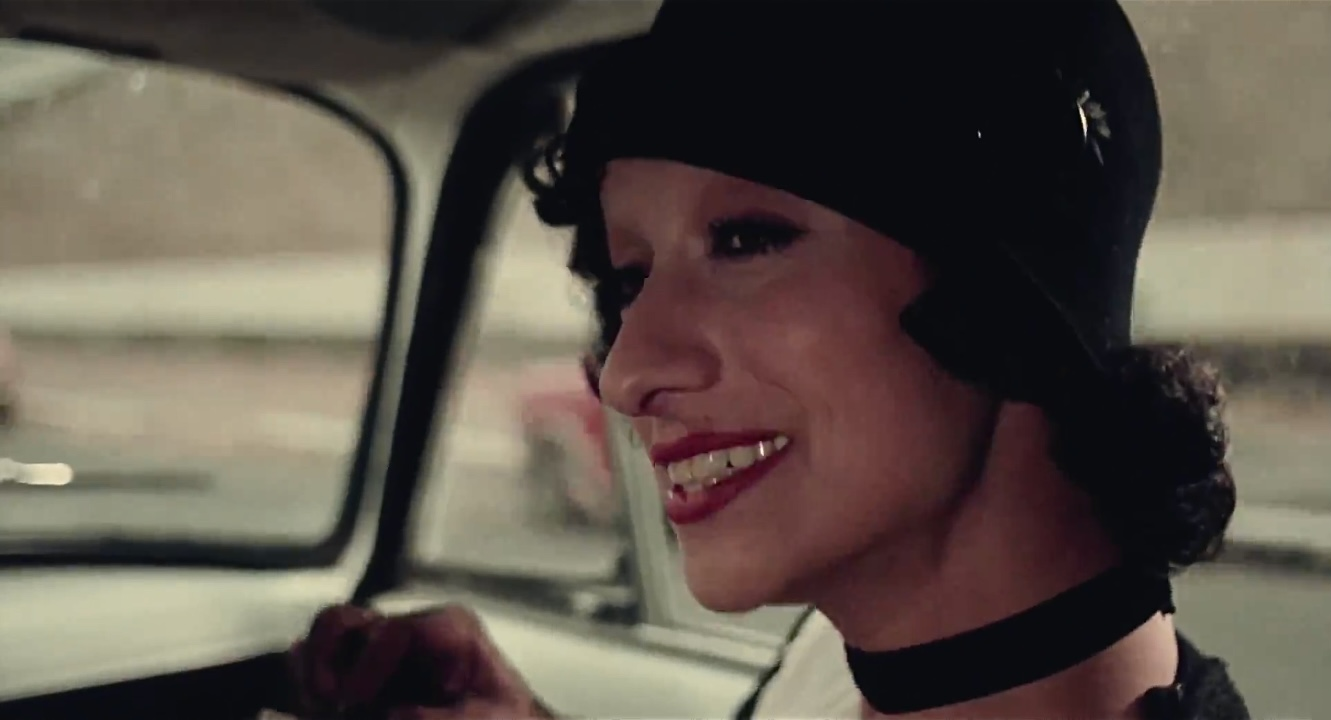
Anna Mazzamauro dans une scène de Fantozzi.

### Au cinéma
- 1967 : Pronto... c'è una certa Giuliana per te : Marina
- 1974 : Deux Grandes Gueules (I bestione) de Sergio Corbucci : amie d'Amalia
- 1975 : Fantozzi : Signorina Silvani (it)
- 1975 : Plus moche que Frankenstein tu meurs (Frankenstein all'italiana) : Maud
- 1976 : Il secondo tragico Fantozzi : Signorina Silvani
- 1976 : Tutti possono arricchire tranne i poveri (Deux Idiots à Monte-Carlo) : Viviana Renzelli
- 1976 : La prima notte di nozze
- 1977 : Tre tigri contro tre tigri : Giada Nardi
- 1977 : Il... Belpaese : Signora Gruber
- 1979 : Io zombo, tu zombi, lei zomba : Vedova
- 1980 : Rag. Arturo De Fanti, bancario - precario : Selvaggia degli Antigori
- 1981 : Fracchia la belva umana : Signorina Corvino
- 1983 : Sfrattato cerca casa equo canone : Angelica Stroppaghetti
- 1983 : Champagne in paradiso : Cesarina
- 1983 : Fantozzi subisce ancora : Signorina Silvani (it)
- 1988 : Fantozzi va in pensione : Signorina Silvani
- 1990 : Fantozzi alla riscossa : Signorina Silvani
- 1993 : Fantozzi in paradiso : Signorina Silvani
- 1996 : Fantozzi - Il ritorno : Signorina Silvani
- 1999 : Una furtiva lacrima
- 1999 : Fantozzi 2000 - La clonazione : Signorina Silvani (it)
- 2012 : Sogni... in una notte d'estate : The dream lady
- 2016 : Poveri ma ricchi : Nonna Nicoletta Tucci
- 2017 : Poveri ma ricchissimi : Nicoletta

### À la télévision
- 1966 : Le inchieste del commissario Maigret (série télévisée ) : La signora Deligeard (1 épisode)

## Distinctions
Anna Mazzamauro a obtenu deux nominations au Ruban d'argent de la meilleure actrice dans un second rôle pour son interprétation de la signorina Silvani (it) en 1976 dans Fantozzi et en 1994 dans Fantozzi in paradiso.